# Tricoryne platyptera
Tricoryne platyptera är en grästrädsväxtart som beskrevs av Heinrich Gustav Reichenbach. Tricoryne platyptera ingår i släktet Tricoryne och familjen grästrädsväxter. Inga underarter finns listade i Catalogue of Life.